# Hind Khoury
Hind Khoury (* 1953) ist eine palästinensische Politikerin und Diplomatin.

## Werdegang
Khoury studierte Wirtschaftswissenschaft an der Universität Bir Zait und der Amerikanischen Universität Beirut, wo sie 1974 graduierte. Später studierte sie an der Boston University sowie der Ben-Gurion-Universität im Negev.
Khoury nahm an der ersten Intifada teil und engagierte sich in der Folge als Expertin für Entwicklung und Frauenangelegenheiten unter anderem in Zusammenarbeit mit der USAID, dem Entwicklungsprogramm der Vereinten Nationen, dem Bevölkerungsfonds der Vereinten Nationen, UNESCO sowie der Norwegian Agency for Development Cooperation. Kurz nach der Wahl von Mahmud Abbas übernahm sie Anfang 2005 als Vertreterin der PLO bei der Palästinensischen Autonomiebehörde das Staatsministeramt für Jerusalem-Angelegenheiten. Eine Kandidatur für ein Abgeordnetenmandat bei den Wahlen 2006 blieb erfolglos, später im Jahr wurde sie als Botschafterin der Behörde nach Frankreich entsandt. Bis 2010 blieb sie Amt.
Später war Khoury Generalsekretärin des in Folge der Veröffentlichung des Kairos-Palästina-Dokuments im Jahr 2011 entstandenen gleichnamigen Kairos-Palästina-Netzwerks.